# Арчелца
Арчелца (словен. Arčelca) — поселення в общині Требнє, регіон Південно-Східна Словенія, Словенія.